# Ceviana
Em geometria, as cevianas são segmentos de reta que partem do vértice do triângulo para o lado oposto. Medianas, alturas e bissetrizes são casos especiais de cevianas. O nome ceviana vem do engenheiro italiano Giovanni Ceva, que formulou o Teorema de Ceva, que dá condições para que três cevianas sejam concorrentes.

## Comprimento da ceviana

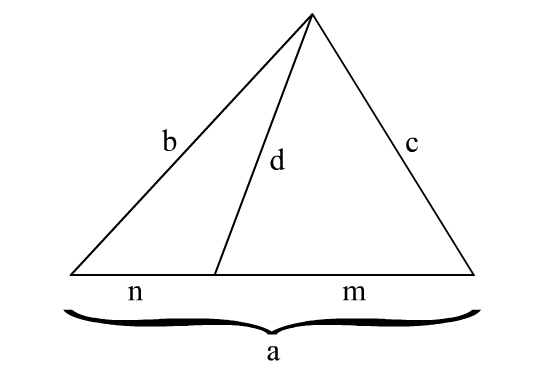
Um triângulo com uma ceviana

O comprimento de uma ceviana pode ser determinado pelo Teorema de Stewart. No diagrama, o comprimento {\displaystyle d} pode ser determinado através da fórmula
{\displaystyle \,b^{2}m+c^{2}n=a(d^{2}+mn).}
Se a ceviana é uma mediana, o seu comprimento pode ser determinado através da fórmula
{\displaystyle \,m(b^{2}+c^{2})=a(d^{2}+m^{2})}
ou
{\displaystyle \,2(b^{2}+c^{2})=4d^{2}+a^{2}}
já que
{\displaystyle \,a=m+n.}
Se a ceviana é uma bissetriz, o seu comprimento pode ser determinado através da fórmula
{\displaystyle \,(b+c)^{2}=a^{2}\left({\frac {d^{2}}{mn}}+1\right).}
Se a ceviana é uma altura, o seu comprimento pode ser determinado através da fórmula
{\displaystyle \,d^{2}=b^{2}-n^{2}=c^{2}-m^{2}.}